# غوربير
غوربير (بالفرنسية: Gourbeyre)‏ هي بلدية فرنسية يسكنها 7855 نسمة (حسب إحصاء 1 يناير 2011)، وهي تقع في إقليم جوادلوب في جزر الأنتيل الصغرى.